# Denominaciones de la lengua catalana
Las primeras denominaciones o glotónimos de la lengua catalana reflejan su condición de dialecto del latín. Así, los primeros nombres únicamente expresaron la diferenciación entre las dos lenguas (Concilio de Tours, 813). La dignificación del catalán, mediante el acceso a la escritura y a la literatura en el siglo XIII, se hizo patente en unos nuevos nombres, que lo relacionaron con Roma (lengua romana, romance, nuestro latino), mientras que los latinistas lo denominaban vulgar y el pueblo, llana ('entendedor').
La expansión de la lengua más allá de las fronteras de Cataluña favoreció la aplicación al idioma del gentilicio que indicaba el origen: catalanesc, catalán, lengua catalana. Con esta expansión, la monarquía apoyó la implantación de la lengua para neutralizar la división política de su territorio, como expresó Ramon Muntaner. La primera constancia documental del uso del gentilicio catalán como nombre de la lengua se encuentra en las Reglas de trovar (ca. 1290), escritas en occitano en Sicilia por el catalán Jofre de Foixà, monje y trovador: «si tu trobes en cantar proençals alcun mot que.i sia francés o catalanesch...» (si encuentras en cantar provenzal alguna palabra que sea francesa o catalana).
A finales de la Edad Media, el humanismo rehabilitó el latín como lengua universal, lo que provocó que el catalán recibiera nuevas denominaciones que destacaban su carácter local (lengua materna, mallorquín, valenciano). Estas denominaciones particularistas resultaron de la división del territorio de la Corona de Aragón, desde sus orígenes, en distintos reinos: Reino de Mallorca, Reino de Valencia.
A partir de los cambios dinásticos en la Corona de Aragón, primero del Casal de Barcelona a los Trastámara (Compromiso de Caspe) y posteriormente a la casa de Austria (siglo XVI), el significado del nombre catalán volvió a su valor primitivo de 'propio de Cataluña', al mismo nivel, que las otras denominaciones regionales de valenciano y mallorquín. Por otra parte, la confusión sobre el origen del idioma (catalán-occitano) se reflejó en la aparición del nombre lemosín.
Con la Renaixença catalana (siglo XIX), empezó la recuperación del nombre catalán, como única denominación histórica unitaria, no genérica y usada en todos los territorios en los siglos XIV y XV. Anteriormente, se habían creado algunas denominaciones mixtas, nunca populares, de las aplicadas sobre todo en Cataluña y en Valencia, como por ejemplo "lemosín-catalán", que tenían el precedente de la expresión "catalán y valenciano" (Pere Miquel Carbonell, finales del siglo XV). Sin renunciar a los nombres particularistas, se llegaron a combinar formando un acróstico como bacavès (Nicolau Primitiu Gómez Serrano),  que no tuvo demasiada difusión.
En el siglo XX, después de las dos dictaduras que persiguieron el catalán (las de Miguel Primo de Rivera y Francisco Franco), los contrarios a la normalización lingüística quisieron sabotearla en la Comunidad Valenciana creando un conflicto onomástico, que también se intentó en las Islas Baleares, con menos consecuencias. En la Comunidad Valenciana se incorporó únicamente la denominación valenciano al Estatuto de Autonomía.
Las consecuencias negativas del conflicto onomástico para la normalización lingüística se quisieron resolver a finales del siglo XX con una nueva denominación mixta: catalán-valenciano. Ante la persistencia del conflicto, las universidades de la Comunidad Valenciana, de Cataluña y de las Baleares, así como la comunidad científica internacional, han defendido el nombre académico de lengua catalana junto al sinónimo estatutario de valenciano, con el aval de varias sentencias judiciales.